# Festival du film libanais de Beyrouth
 (septembre 2021).
Si vous disposez d'ouvrages ou d'articles de référence ou si vous connaissez des sites web de qualité traitant du thème abordé ici, merci de compléter l'article en donnant les références utiles à sa vérifiabilité et en les liant à la section « Notes et références ».
 (septembre 2021).
Le Festival du film libanais de Beirouth (Lebanese Film Festival) est un festival de cinéma annuel, qui se tient à Beyrouth (Liban).

## Histoire
Organisé par la société de production ..né.à Beyrouth, le festival  créé en 2001 par Pierre Sarraf et Nadim Tabet est un rendez-vous cinématographique annuel (dernière édition en 2018), permettant aux  réalisateurs libanais de tous bords de projeter leurs œuvres et de rencontrer leur public.

Il vise aussi à promouvoir le cinéma libanais au Liban et à l’étranger ainsi qu’à encourager la production cinématographique libanaise. Le festival ne décerne pas de palmarès.
Le premier objectif de ce rendez-vous consiste à explorer la mémoire du Liban à travers sa mémoire cinématographique, et à partager le fruit de nos recherches avec le plus grand nombre. Le deuxième objectif est du domaine de la découverte immédiate. Le troisième objectif est d’ordre social: changer les mentalités et éveiller la population à travers le cinéma.
Depuis 2004 deux nouvelles sections ont été introduites à la programmation. Il s’agit de la rétrospective d’un réalisateur étranger et de l’invitation d’un festival étranger. Ces deux fenêtres sur le monde stimulent l’échange et le débat d’idées ce qui place le Festival du film libanais aux premiers rangs des festivals de cinéma au Liban.